# Them
Them ([ðɛm]) war eine britische, von Gospel, Country Blues und Jazz beeinflusste Rockband, die 1964 im nordirischen Belfast gegründet wurde.

## Geschichte
Alan Henderson (Bass), Billy Harrison (Gitarre) und Ronnie Milling (Schlagzeug) bildeten die Band The Gamblers. Van Morrison (Gesang, Mundharmonika) und Jackie McAuley (Orgel) erweiterten die Gruppe im April 1964 zum Quintett, das sich fortan Them nannte; statt Milling spielte bald Patrick McAuley am Schlagzeug. Die Gruppe richtete im Maritime Hotel von Belfast einen Rhythm-&-Blues-Club ein. Die erste Single, Don’t Start Crying Now / One Two Brown Eyes, wurde im August 1964 veröffentlicht. Bald darauf ersetzten Peter Bardens (Orgel), Terry Noon (Schlagzeug) und Joe Boni (Gitarre) ausscheidende Bandmitglieder.
Als ihre bekanntesten Lieder gelten Here Comes the Night, Baby, Please Don’t Go und Gloria. Ein weiterer Hit war It’s All Over Now, Baby Blue, das im Original von Bob Dylan gesungen wird. In der zweiten Jahreshälfte 1965 gelangen der Gruppe drei kleinere Hits in den USA mit Gloria, Here Comes the Night und Mystic Eyes.
1966 verließ Morrison die Band während einer USA-Tournee, um eine – bis heute andauernde – Solokarriere zu verfolgen (Stand 2021). Mit Sänger Ken McDowell versuchten Joe Boni, Alan Henderson und neue Instrumentalisten – Ray Elliot (Orgel) und David Harvey (Schlagzeug) – vom Ruf der Vorgängerbesetzung zu profitieren. 1972 löste sich die Band auf. Sie wurde 1979 wieder belebt, doch im selben Jahr endgültig aufgelöst.

## Diskografie

### Studioalben
| Jahr | Titel Musiklabel                  | Höchstplatzierung, Gesamtwochen, AuszeichnungChartsChartplatzierungen (Jahr, Titel, Musiklabel, Platzierungen, Wochen, Auszeichnungen, Anmerkungen) | Anmerkungen                           |
| Jahr | Titel Musiklabel                  | US | Anmerkungen                           |
| ---- | --------------------------------- | --- | ------------------------------------- |
| 1965 | The Angry Young Them Decca        | US54 (23 Wo.)US | Erstveröffentlichung: 11. Juni 1965   |
| 1966 | Them Again Decca                  | US138 (6 Wo.)US | Erstveröffentlichung: 21. Januar 1966 |
| 1967 | Belfast Gypsies Sonet             | — | Erstveröffentlichung: 1967            |
| 1968 | Now and "Them" Tower              | — | Erstveröffentlichung: 1968            |
| 1968 | Time Out, Time In, for Them Tower | — | Erstveröffentlichung: 1968            |
| 1969 | Them Happy Tiger                  | — | Erstveröffentlichung: 1969            |
| 1970 | Them in Reality Happy Tiger       | — | Erstveröffentlichung: 1970            |
| 1979 | Shut Your Mouth Strand            | — | Erstveröffentlichung: 1979            |

### Kompilationen
| Jahr | Titel Musiklabel                   | Höchstplatzierung, Gesamtwochen, AuszeichnungChartsChartplatzierungen (Jahr, Titel, Musiklabel, Platzierungen, Wochen, Auszeichnungen, Anmerkungen) | Anmerkungen                |
| Jahr | Titel Musiklabel                   | US | Anmerkungen                |
| ---- | ---------------------------------- | --- | -------------------------- |
| 1972 | Them Featuring Van Morrison Parrot | US154 (11 Wo.)US | Erstveröffentlichung: 1972 |

Weitere Kompilationen
- 1970: The World of Them (Decca)
- 1974: Backtrackin’ (London)
- 1976: Rock Roots (Decca)
- 1977: The Story of Them (London)
- 1997: The Story of Them Featuring Van Morrison (Deram)
- 2015: The Complete Them 1964–1967 (Legacy)

### EPs
- 1965: Them (Decca)

### Singles
| Jahr | Titel Album                             | Höchstplatzierung, Gesamtwochen, AuszeichnungChartplatzierungen (Jahr, Titel, Album, Platzierungen, Wochen, Auszeichnungen, Anmerkungen) | Höchstplatzierung, Gesamtwochen, AuszeichnungChartplatzierungen (Jahr, Titel, Album, Platzierungen, Wochen, Auszeichnungen, Anmerkungen) | Höchstplatzierung, Gesamtwochen, AuszeichnungChartplatzierungen (Jahr, Titel, Album, Platzierungen, Wochen, Auszeichnungen, Anmerkungen) | Anmerkungen                                                              |
| Jahr | Titel Album                             | DE | UK | US | Anmerkungen                                                              |
| ---- | --------------------------------------- | --- | --- | --- | ------------------------------------------------------------------------ |
| 1964 | Baby Please Don’t Go Them (EP)          | — | UK10 (11 Wo.)UK | — | Erstveröffentlichung: 6. November 1964 B-Seite: Gloria                   |
| 1964 | Gloria Them (EP)                        | — | — | US71 (7 Wo.)US | Erstveröffentlichung: 6. November 1964 B-Seite von Baby Please Don’t Go  |
| 1965 | Here Comes The Night Them               | — | UK2 (12 Wo.)UK | US24 (10 Wo.)US | Erstveröffentlichung: 5. März 1965 B-Seite: All for Myself               |
| 1965 | Mystic Eyes The Angry Young Them        | — | — | US33 (8 Wo.)US | Erstveröffentlichung: Oktober 1965 B-Seite: If You and I Could Be as Two |
| 1974 | It’s All Over Now, Baby Blue Them Again | DE13 (14 Wo.)DE | — | — | Erstveröffentlichung: Oktober 1966 B-Seite: Bad or Good                  |

Weitere Singles
- 1964: Don’t Start Crying Now / One Two Brown Eyes
- 1965: One More Time / How Long Baby
- 1965: I’m Gonna Dress in Black / (It Won’t Hurt) Half as Much
- 1966: Call My Name / Bring ’em on In
- 1966: Richard Cory / Don’t You Know